# Помона Парк (Флорида)
Помона Парк (енгл. Pomona Park) град је у америчкој савезној држави Флорида. По попису становништва из 2010. у њему је живело 912 становника.

## Демографија
Према попису становништва из 2010. у граду је живело 912 становника, што је 123 (15,6%) становника више него 2000. године.
| Група             | 2000.       | 2010.       |
| Белци             | 664 (84,2%) | 671 (73,6%) |
| Афроамериканци    | 86 (10,9%)  | 72 (7,9%)   |
| Азијати           | 0 (0,0%)    | 11 (1,2%)   |
| Хиспаноамериканци | 31 (3,9%)   | 140 (15,4%) |
| Укупно            | 789         | 912         |